# ريتشارد إنغلاند
ريتشارد إنكَلاند (بالمالطية: Richard England ؛ 3 تشرين الأول/ أكتوبر 1937) معماري مالطي، وهو أيضا كاتب وفنان وأكاديمي. تخرج في الهندسة المعمارية في جامعة مالطا، ثم تابع دراسته في إيطاليا في كلية الفنون التطبيقية في ميلان وعمل أيضا كمتدرب في استوديو المعمار الإيطالي جيو بونتي. وهو أستاذ زائر في جامعة مالطا، عمل عميدا لكلية الهندسة المعمارية بين عامي 1987 و 1989، وزميل في جامعة باث في المملكة المتحدة، وأكاديمي ونائب رئيس الأكاديمية الدولية للهندسة المعمارية.
وقد عمل إنجلاند في الاستشارات المعمارية للمؤسسات الحكومية والخاصة في البلدان التالية: الولايات المتحدة، المملكة المتحدة، يوغوسلافيا، المملكة العربية السعودية، العراق، إيران، إيطاليا، الأرجنتين، بولندا، بلغاريا، روسيا، كازاخستان ووطنه مالطا. خلال السبعينات من القرن العشرين كان يعمل في المملكة العربية السعودية، إلى أن تم تعيينه في أوائل الثمانينات في شركة أروب جنبا إلى جنب مع روبرت فنتوري، آرثر إريكسون، شيبارد روبسون وريكاردو بوفيل. وقد عمل مستشارا لمحافظة بغداد، في العراق للعمل على إعادة تأهيل المدينة تحت رئاسة البلدية والمعمار رفعت الجادرجي.